# Antisymetrická matice

Reálná antisymetrická matice je jednoznačně určena svými prvky pod diagonálou.

V matematice se antisymetrickou maticí rozumí čtvercová matice, jejíž transpozicí se pouze změní znaménko u všech jejích prvků. 
Antisymetrické matice se používají v lineární algebře mimo jiné k charakterizaci antisymetrických bilineárních forem.
S maticemi úzce souvisí tenzory druhého řádu, které jsou důležitým matematickým nástrojem v přírodních vědách a inženýrství, zejména v mechanice kontinua.

## Definice
Čtvercová matice {\displaystyle {\boldsymbol {A}}\in T^{n\times n}} nad tělesem {\displaystyle K} se nazývá antisymetrická, pokud pro ni platí:
{\displaystyle {\boldsymbol {A}}^{\mathrm {T} }=-{\boldsymbol {A}}}
Jinými slovy, její prvky na pozicích souměrných podle diagonály jsou navzájem opačné, čili splňují:
{\displaystyle a_{ij}=-a_{ji}}
pro všechny dvojice indexů {\displaystyle i,j\in \{1,\dots ,n\}}.

### Ukázka
Reálná matice {\displaystyle {\boldsymbol {A}}={\begin{pmatrix}0&7&23\\-7&0&-4\\-23&4&0\end{pmatrix}}} je antisymetrická, protože {\displaystyle {\boldsymbol {A}}^{\mathrm {T} }={\begin{pmatrix}0&-7&-23\\7&0&4\\23&-4&0\end{pmatrix}}=-{\boldsymbol {A}}} .

## Vlastnosti
- V tělese charakteristiky 2 splývají antisymetrické matice se symetrickými.

- Antisymetrické matice nad tělesy charakteristiky různé od 2 mají na diagonále nuly, a proto je nulová i jejich stopa.

### Vektorový prostor antisymetrických matic
Součet dvou antisymetrických matic stejného řádu je antisymetrická matice:
{\displaystyle ({\boldsymbol {A}}+{\boldsymbol {B}})^{\mathrm {T} }={\boldsymbol {A}}^{\mathrm {T} }+{\boldsymbol {B}}^{\mathrm {T} }=-{\boldsymbol {A}}-{\boldsymbol {B}}=-({\boldsymbol {A}}+{\boldsymbol {B}})}
Podobně skalární násobek antisymetrické matice je antisymetrická matice:
{\displaystyle (c{\boldsymbol {A}})^{\mathrm {T} }=c{\boldsymbol {A}}^{\mathrm {T} }=c(-{\boldsymbol {A}})=-(c{\boldsymbol {A}})}
Nulová matice také antisymetrická, a proto množina antisymetrických matic řádu {\displaystyle n} tvoří vektorový podprostor
{\displaystyle \operatorname {Skew} _{n}=\{{\boldsymbol {A}}\in T^{n\times n}\colon {\boldsymbol {A}}^{\mathrm {T} }=-{\boldsymbol {A}}\}}
prostoru čtvercových matic {\displaystyle T^{n\times n}}. 
Pokud má těleso {\displaystyle T} charakteristiku různou od 2, potom dimenze prostoru {\displaystyle \operatorname {Skew} _{n}} je rovna{\displaystyle {\tfrac {n^{2}-n}{2}}}. Jeho bázi lze vytvořit z rozdílů matic {\displaystyle \mathbf {E} _{ij}-\mathbf {E} _{ji}} pro {\displaystyle 1\leq i<j\leq n}. Uvedené matice {\displaystyle \mathbf {E} _{ij}} tvoří standardní bázi prostoru {\displaystyle T^{n\times n}} , čili mají jediný nenulový prvek {\displaystyle \mathbf {e} _{ij}=1}. 
Nad tělesy charakteristiky různé od 2 lze libovolnou čtvercovou matici {\displaystyle {\boldsymbol {M}}\in T^{n\times n}} zapsat jednoznačně jako součet {\displaystyle {\boldsymbol {M}}={\boldsymbol {A}}+{\boldsymbol {B}}}, kde matice {\displaystyle {\boldsymbol {A}}} je antisymetrická a matice {\displaystyle {\boldsymbol {B}}} je symetrická:
{\displaystyle {\boldsymbol {A}}={\tfrac {1}{2}}({\boldsymbol {M}}-{\boldsymbol {M}}^{\mathrm {T} })}  a  {\displaystyle {\boldsymbol {B}}={\tfrac {1}{2}}({\boldsymbol {M}}+{\boldsymbol {M}}^{\mathrm {T} })}
Symetrické matice řádu {\displaystyle n} tvoří vektorový prostor {\displaystyle \operatorname {Symm} _{n}} dimenze {\displaystyle {\tfrac {n^{2}+n}{2}}}. Prostor čtvercových matic {\displaystyle T^{n\times n}} dimenze {\displaystyle n^{2}} lze vyjádřit jako direktní součet
{\displaystyle T^{n\times n}=\operatorname {Skew} _{n}\oplus \operatorname {Symm} _{n}}
prostorů antisymetrických a symetrických matic. 

## Reálné antisymetrické matice

### Regularita
Antisymetrické matice mohou být regulární, např. {\displaystyle {\begin{pmatrix}0&1\\-1&0\end{pmatrix}}}, i singulární, např. nulová matice. 
Analýzou Gaussovy eliminace lze ukázat, že matice {\displaystyle \mathbf {I} +{\boldsymbol {A}}} je regulární pro každou reálnou antisymetrickou matici {\displaystyle {\boldsymbol {A}}}, přičemž  {\displaystyle \mathbf {I} } zde značí jednotkovou matici odpovídajícího řádu.

### Determinant
Pro determinant antisymetrické matice {\displaystyle {\boldsymbol {A}}} platí:
{\displaystyle \det {\boldsymbol {A}}=\det \left({\boldsymbol {A}}^{\mathrm {T} }\right)=\det(-{\boldsymbol {A}})=(-1)^{n}\det {\boldsymbol {A}}}
Reálné antisymetrické matice lichého řádu mají proto determinant nulový, čili jsou singulární. Tento fakt se nazývá Jacobiho věta podle Carla Gustava Jacobiho.
Cayley dokázal, že determinant antisymetrických matic sudého řádu lze vyjádřit jako druhou mocninu polynomu v prvcích dané matice. Tento polynom se nazývá Pfaffian a značí {\displaystyle \operatorname {Pf} }:
{\displaystyle \det {\boldsymbol {A}}=(\operatorname {Pf} {\boldsymbol {A}})^{2}}
Z uvedeného vyplývá, že determinant reálné antisymetrické matice je nezáporný: {\displaystyle \det {\boldsymbol {A}}\geq 0}.
Mnoho členů v rozvoji determinantu antisymetrické matice se navzájem odečte, a tak počet zbývajících členů, značený {\displaystyle s(n)}, je  poměrně malý ve srovnání s {\displaystyle n!} členy v rozvoji determinantu obecné matice řádu {\displaystyle n}. Posloupnost {\displaystyle s(n)} zkoumali již Cayley, Sylvester a Pfaff, a je o ní známo, že začíná čísly:
1, 0, 1, 0, 6, 0, 120, 0, 5250, 0, 395010, 0, …
a že je zakódována v exponenciální vytvořující funkci: 
{\displaystyle \sum _{n=0}^{\infty }{\frac {s(n)}{n!}}x^{n}=\left(1-x^{2}\right)^{-{\frac {1}{4}}}\exp \left({\frac {x^{2}}{4}}\right)}
Pro sudá {\displaystyle n} lze {\displaystyle s(n)} asymptoticky vyjádřit výrazem:
{\displaystyle s(n)=\pi ^{-{\frac {1}{2}}}2^{\frac {3}{4}}\Gamma \left({\frac {3}{4}}\right)\left({\frac {n}{e}}\right)^{n-{\frac {1}{4}}}\left(1+O\left({\frac {1}{n}}\right)\right)}
Počet kladných a záporných členů v rozvoji determinantu antisymetrické matice sudého řádu je přibližně poloviční z celkového počtu nenulových členů. S rostoucím řádem matice se zvyšuje i rozdíl mezi počtem kladných a záporných členů (někdy převládají kladné, jindy záporné).

### Skalární součin
Každá reálná antisymetrická matice {\displaystyle {\boldsymbol {A}}} a každá reálná symetrická {\displaystyle {\boldsymbol {B}}} stejného řádu jsou navzájem ortogonální vzhledem k Frobeniovu skalárnímu součinu na {\displaystyle \mathbb {R} ^{n\times n}}. Jinými slovy, vektorové prostory {\displaystyle \operatorname {Skew} _{n}} a {\displaystyle \operatorname {Symm} _{n}} jsou vzájemnými ortogonálními doplňky v {\displaystyle \mathbb {R} ^{n\times n}}.
Matice {\displaystyle {\boldsymbol {A}}\in \mathbb {R} ^{n\times n}} je antisymetrická, právě když pro libovolné vektory {\displaystyle {\boldsymbol {x}},{\boldsymbol {y}}\in \mathbb {R} ^{n}} platí:
{\displaystyle \langle {\boldsymbol {Ax}},{\boldsymbol {y}}\rangle =-\langle {\boldsymbol {x}},{\boldsymbol {Ay}}\rangle }
přičemž {\displaystyle \langle \cdot ,\cdot \rangle } značí standardní skalární součin na {\displaystyle \mathbb {R} ^{n}}.
Uvedená podmínka je ekvivalentní podmínce:
{\displaystyle \langle {\boldsymbol {x}},{\boldsymbol {Ax}}\rangle =0} pro všechna {\displaystyle {\boldsymbol {x}}\in \mathbb {R} ^{n}}
Dopředná implikace vyplývá bezprostředně z dosazení {\displaystyle {\boldsymbol {y}}={\boldsymbol {x}}}. Zpětnou lze odvodit následujícím způsobem z linearity a symetrie skalárního součinu: 
{\displaystyle 0=\langle {\boldsymbol {x}}+{\boldsymbol {y}},{\boldsymbol {A}}({\boldsymbol {x}}+{\boldsymbol {y}})\rangle =\langle {\boldsymbol {x}},{\boldsymbol {Ax}}\rangle +\langle {\boldsymbol {x}},{\boldsymbol {Ay}}\rangle +\langle {\boldsymbol {y}},{\boldsymbol {Ax}}\rangle +\langle {\boldsymbol {y}},{\boldsymbol {Ay}}\rangle =\langle {\boldsymbol {x}},{\boldsymbol {Ay}}\rangle +\langle {\boldsymbol {y}},{\boldsymbol {Ax}}\rangle =\langle {\boldsymbol {x}},{\boldsymbol {Ay}}\rangle +\langle {\boldsymbol {Ax}},{\boldsymbol {y}}\rangle }
Uvedená definice antisymetrie matice vede ke zobecnění pro lineární zobrazení na prostoru se skalárním součinem: Lineární zobrazení {\displaystyle f:V\to V} se nazve antisymetrické, pokud pro všechna {\displaystyle {\boldsymbol {u}}\in V} platí: {\displaystyle \langle {\boldsymbol {u}},f({\boldsymbol {u}})\rangle =0}.

### Vektorový součin
Antisymetrické matice řádu 3 lze použít k reprezentaci vektorového součinu pomocí maticového součinu. Pro vektory {\displaystyle {\boldsymbol {a}}=\left(a_{1},a_{2},a_{3}\right)^{\mathrm {T} }\in \mathbb {R} ^{3}} a {\displaystyle {\boldsymbol {b}}=\left(b_{1},b_{2},b_{3}\right)^{\mathrm {T} }\in \mathbb {R} ^{3}} lze vzít následující matici:
{\displaystyle [{\boldsymbol {a}}]_{\times }={\begin{pmatrix}0&-a_{3}&a_{2}\\a_{3}&0&-a_{1}\\-a_{2}&a_{1}&0\end{pmatrix}}}
Vektorový součin lze pak vyjádřit výrazem:
{\displaystyle {\boldsymbol {a}}\times {\boldsymbol {b}}=[{\boldsymbol {a}}]_{\times }{\boldsymbol {b}}}

### Spektrální vlastnosti
Každá čtvercová matice {\displaystyle {\boldsymbol {A}}} má stejný charakteristický polynom jako matice {\displaystyle {\boldsymbol {A}}^{\mathrm {T} }} k ní transponovaná, a proto obě mají stejná vlastní čísla. Čtvercová komplexní {\displaystyle {\boldsymbol {A}}} je ve skutečnosti podobná {\displaystyle {\boldsymbol {A}}^{\mathrm {T} }}. Je-li {\displaystyle \lambda } vlastním číslem  {\displaystyle {\boldsymbol {A}}}, je {\displaystyle -\lambda } vlastním číslem  matice {\displaystyle -{\boldsymbol {A}}}. Z uvedeného vyplývá, že nenulová vlastní čísla antisymetrické matice tvoří dvojice navzájem opačných čísel {\displaystyle \pm \lambda }. 
Podle spektrální věty jsou nenulová vlastní čísla reálné antisymetrická matice jsou ryze imaginární a tvoří dvojice {\displaystyle \lambda _{1}{\mathrm {i} },-\lambda _{1}{\mathrm {i} },\ldots ,\lambda _{r}{\mathrm {i} },-\lambda _{r}{\mathrm {i} }} kde {\displaystyle \lambda _{1},\dots ,\lambda _{r}} jsou reálná.
Reálné antisymetrické matice jsou normální (komutují se svou hermitovskou transpozicí), a proto jsou diagonalizovatelné pomocí unitárních matic. Protože vlastní čísla reálné antisymetrické matice jsou imaginární, nelze je diagonalizovat pomocí reálné unitární neboli ortogonální matice. 
Každou antisymetrickou matici {\displaystyle {\boldsymbol {A}}} je však možné převést pomocí ortogonální matice {\displaystyle {\boldsymbol {Q}}} do následujícího blokově diagonálního tvaru:
{\displaystyle {\boldsymbol {QAQ}}^{\mathrm {T} }={\begin{pmatrix}0&\lambda _{1}\\-\lambda _{1}&0\\&&\ddots &\\&&&0&\lambda _{r}\\&&&-\lambda _{r}&0\\&&&&&0\\&&&&&&\ddots \\&&&&&&&0\end{pmatrix}}}
s nenulovými vlastními čísly {\displaystyle \lambda _{1}{\mathrm {i} },\ldots ,-\lambda _{r}{\mathrm {i} }}. Je-li řád matice lichý, potom výsledná matice obsahuje alespoň jeden nulový řádek i sloupec.
Obecně platí, že každou komplexní antisymetrickou matici lze převést do obdobného blokově diagonálního tvaru {\displaystyle {\boldsymbol {UAU}}^{\mathrm {T} }} pomocí unitární matice {\displaystyle {\boldsymbol {U}}}.

### Definitnost
Druhá mocnina {\displaystyle {\boldsymbol {A}}^{2}} reálné antisymetrické matice {\displaystyle {\boldsymbol {A}}} je negativně semidefinitní.

## Antisymetrické a alternující formy
Antisymetrická forma {\displaystyle \varphi } na vektorovém prostoru {\displaystyle {\boldsymbol {V}}} nad tělesem {\displaystyle T} je definována jako bilineární forma
{\displaystyle B:V\times V\to T}
taková, že pro všechna {\displaystyle {\boldsymbol {u}},{\boldsymbol {v}}\in V} platí:
{\displaystyle B({\boldsymbol {u}},{\boldsymbol {v}})=-B({\boldsymbol {v}},{\boldsymbol {u}})}
Ve vektorovém prostoru nad tělesem charakteristiky 2 se antisymetrické formy shodují se symetrickými formy, protože každý prvek je svou vlastní aditivní inverzí. 
Alternující forma je bilineární forma {\displaystyle B} na vektorovém prostoru {\displaystyle V} splňující:
{\displaystyle B({\boldsymbol {v}},{\boldsymbol {v}})=0}
Nad tělesy charakteristiky různé od 2 se antisymetrické a alternující formy shodují, protože:
{\displaystyle 0=B({\boldsymbol {u}}+{\boldsymbol {v}},{\boldsymbol {u}}+{\boldsymbol {v}})=B({\boldsymbol {u}},{\boldsymbol {u}})+B({\boldsymbol {u}},{\boldsymbol {v}})+B({\boldsymbol {v}},{\boldsymbol {u}})+B({\boldsymbol {v}},{\boldsymbol {v}})=B({\boldsymbol {u}},{\boldsymbol {v}})+B({\boldsymbol {v}},{\boldsymbol {u}})}
Bilineární formu {\displaystyle B} lze reprezentovat maticí {\displaystyle {\boldsymbol {A}}} tak, že {\displaystyle B({\boldsymbol {u}},{\boldsymbol {v}})={\boldsymbol {u}}^{\mathrm {T} }{\boldsymbol {Av}}}, jakmile jsou oba vektory vyjádřeny vůči libovolně zvolené bázi. Naopak, matice {\displaystyle {\boldsymbol {A}}\in T^{n\times n}} určuje formu na {\displaystyle T^{n}}, kde {\displaystyle ({\boldsymbol {u}},{\boldsymbol {v}})} se zobrazí na {\displaystyle {\boldsymbol {u}}^{\mathrm {T} }{\boldsymbol {Av}}}. Antisymetrická forma je reprezentována antisymetrickou maticí (podobně pro symetrické formy a matice).